# Montemonaco
Montemonaco – miejscowość i gmina we Włoszech, w regionie Marche, w prowincji Ascoli Piceno.
Według danych na styczeń 2009 gminę zamieszkiwało 667 osób przy gęstości zaludnienia 9,9 os./1 km².